# Hans Moser (cavaliere)
Hans Moser (19 gennaio 1901 – 18 novembre 1974) è stato un cavallerizzo svizzero.

## Palmarès

### Olimpiadi
- 1 medaglia:
  - 1 oro (Londra 1948 nel dressage individuale)